# Karl Gierke
Karl Gierke (* 26. Dezember 1900 in Weimar; † 13. Juni 1978 in West-Berlin) war ein deutscher Politiker (CDU). Er war von 1946 bis 1950 Landtagsabgeordneter in Sachsen-Anhalt. Im Jahr 1950 wurde er zunächst aus der DDR-CDU ausgeschlossen, nach dem Verlust seines Landtagsmandats floh er im September 1950 nach West-Berlin.

## Leben
Gierke war gelernter Schlosser, hatte aber auch als Landarbeiter gearbeitet. Während der Zeit der Weimarer Republik war er im Wandervogel sowie im Stahlhelm aktiv. Zur Zeit des Nationalsozialismus war er in der Bekennenden Kirche aktiv. Nach dem Ende des Zweiten Weltkriegs trat er der CDU bei und war Mitglied des Landesvorstands Sachsen-Anhalts sowie der (faktisch nur in der Sowjetischen Besatzungszone)aktiven „Reichsleitung“; er befasste sich vor allem mit Sozialpolitik. Daneben engagierte er sich im Freien Deutschen Gewerkschaftsbund. Bei der  Landtagswahl in der Provinz Sachsen im Oktober 1946 wurde er in den Landtag gewählt. Ab Mai 1947 gehörte er dazu der Deutschen Wirtschaftskommission an. Ab 1948 geriet er innerparteilich unter Druck, da er sich für den mittlerweile abgesetzten Ost-CDU-Vorsitzenden Jakob Kaiser eingesetzt hatte. Trotzdem wurde er am 30. Juni 1949 einstimmig zum Vizepräsidenten des Landtags gewählt. Möglicherweise war er, wie sein Vorgänger Erich Fascher, in Personalunion Vorsitzender der CDU-Fraktion. Nach Behauptung der Westberliner Zeitung Sozialdemokrat übergab er im Juli 1949 an den sowjetischen Geheimdienst eine Liste von nach der Zwangsvereinigung von SPD und KPD zur SED zur CDU übergetretenen Sozialdemokraten, wofür er 1800 Mark als „Judaslohn“ erhalten habe; Gierke bezeichnete diese Meldung in der Ost-CDU-Zeitung Neue Zeit als „infame und gemeine Lüge“. Anfang 1949 wurde er aus der CDU ausgeschlossen, offiziell einerseits wegen seiner Mitgliedschaft im Stahlhelm und der Harzburger Front, andererseits, da er sich seit 1945 gegen die Regierung der DDR ausgesprochen habe und eine vom FDGB unabhängige Christliche Gewerkschaft habe aufbauen wollen; die Begründung ist insofern fragwürdig, da die DDR erst seit 1949 existierte. Trotz seines Ausschlusses blieb Gierke fraktionsloser Landtagsabgeordneter, obwohl die SED sich für die Aberkennung des Mandats aussprach.
Im September 1950 floh er mit seiner Frau nach West-Berlin. Nach dem Willen der West-CDU musste er sich einem Ehrengerichtsverfahren unterziehen und wurde von der CDU nicht als Flüchtling anerkannt, da er in der SBZ vor seiner Flucht keine  „anständige“ Haltung gezeigt habe.
Gierke starb 1978 in West-Berlin und wurde auf dem Friedhof „Am Fließtal“ in Tegel bestattet.